# Bang Ye-dam
Đây là một tên người Triều Tiên, họ là Bang.
Bang Ye-dam (tiếng Hàn: 방예담; Hanja: 方艺潭; Hán Việt: Phương Nghệ Đàm; Tiếng Thái: บังเยดัม; Tiếng Nhật: バン イェダム; sinh ngày 7 tháng 5 năm 2002), là một nam ca sĩ, nhạc sĩ, vũ công và nhà sản xuất thu âm người Hàn Quốc. Vào năm 2012, anh tham gia thử giọng tại chương trình Kpop Star (mùa 2) của đài truyền hình SBS. Anh chiến thắng và trở thành Á quân của chương trình vào ngày 7 tháng 4 năm 2013. Vào ngày 28 tháng 6 năm 2013, anh chính thức ký hợp đồng với YG Entertainment và chính thức thực tập vào ngày 8 tháng 7 năm 2013. Sau gần 7 năm chờ đợi, YG Entertainment bất ngờ công bố "BANG YEDAM - HONESTY" (Pink Sweat$ Cover.)   vào ngày 15 tháng 2 năm 2020. Vào ngày 5 tháng 6 năm 2020, anh chính thức ra đĩa đơn solo đầu tay với bài hát mang tên "WAYO (왜요)". Anh là thành viên của nhóm nhạc nam TREASURE do công ty YG Entertainment thành lập từ chương trình sống còn "YG Treasure Box" và quản lý, được debut vào ngày 7 tháng 8 năm 2020.
Yedam cùng nhóm debut tại Nhật Bản vào 31 tháng 3 năm 2021.
Hiện nay đã rời nhóm Treasure

## Tiểu sử
Bang Yedam sinh ngày 7 tháng 5 năm 2002 ở Mapo-gu, Seoul, Hàn Quốc, sinh ra trong một gia đình có truyền thống về nền Giải trí Âm nhạc, là con trai duy nhất trong gia đình. Yedam theo học tại Trường Tiểu học Sinseok (Seoul), Trường Trung học Kwangsung và hiện tại đang học tại Trường Trung học Biểu diễn Nghệ thuật Seoul (SOPA).
Bố là Bang Daesik (방대식) là một ca sĩ kiêm nhạc sĩ chuyên về lĩnh vực hoạt hình, CM với một kho tàng album và bài hát. Ông là Chủ tịch Hiệp hội quản lí các nghệ sĩ lĩnh vực CM. Ông từng là một giảng viên khoa Âm nhạc của trường Đại học Gimpo, Đại học Biểu diễn Nghệ thuật Seoul, Học viện Nghệ thuật và Truyền thông Dong-ah. Và là thành viên của 신입생 (1987~1989). Ông đã phát hành các bài hát mở đầu cho các bộ phim hoạt hình Pokemon, Dragon Ball phiên bản Hàn,...
Mẹ là Jung Miyoung (정미영) là một diễn viên kiêm ca sĩ, bà từng hát nhạc phim cho bộ phim "Friends" và "After the Show Ends (연극이 끝난 뒤)"
Chú họ là Alex Bang (방용석), tên thật là Bang Yongseok, là một nhà soạn nhạc nổi tiếng, giám đốc sản xuất âm nhạc đã sáng tác hơn 2900 bài ở nhiều thể loại.
Bang Yedam hát nhạc phim "Bboong bboong-E (방귀대장 뿡뿡이)" của đài truyền hình EBS và bộ amine " Onegai! Samia-don (모래요정 바람돌이)" phiên bản Hàn lúc anh được 5 tuổi. Vào ngày 5 tháng 3 năm 2007, anh xuất hiện trên bộ phim tài liệu "15 Second Fever, Hold the World" kể về cuộc sống xung quanh gia đình có nền truyền thống Âm nhạc của anh ấy.
Năm 2012, anh tham gia thử giọng tại chương trình K-POP STAR 2 của đài truyền hình SBS. Anh chiến thắng và trở thành Á quân của chương trình vào ngày 7 tháng 4 năm 2013. Vào ngày 28 tháng 6 năm 2013, anh đầu quân YG Entertainment và chính thức thực tập vào ngày 8 tháng 7 năm 2013.
Vào năm 2018, anh xác nhận tham gia chương trình sống còn của YG tuyển chọn boy group mới "YG Treasure Box (YG 보석함)" với tập đầu tiên được phát hành vào ngày 16 tháng 11 và kết thúc vào ngày 18 tháng 1 năm 2019. Anh được chọn trở thành thành viên thứ hai của TREASURE.

## Sự nghiệp

### Năm 2012-2013: Quá trình thử giọng và đầu quân vềYG Entertainment
Vào tháng 8 năm 2012, Yedam đi thử giọng tại KPOP Star 2 cùng với bố. Vào sơ khảo với màn trình diễn ca khúc "MmmBop" của Hanson, BoA khen ngợi thanh giọng của anh giọng Michael Jackson, Park Jinyoung khen rhythm của anh và Yang Hyunsuk bị hấp dẫn bởi tài năng của anh, ca ngợi giọng hát của anh có thể chạm đến tâm hồn của khán giả.
Vào ngày 28 tháng 6 năm 2013, anh đầu quân YG Entertainment và chính thức thực tập vào ngày 8 tháng 7 năm 2013.
| Vòng thi                                   | Vòng thi                                   | Tập | Ca khúc                                   | Hợp tác với     | Đối thủ                                                                    | Lựa chọn của ban giám khảo | Lựa chọn của ban giám khảo | Lựa chọn của ban giám khảo | Kết quả                |
| ------------------------------------------ | ------------------------------------------ | --- | ----------------------------------------- | --------------- | -------------------------------------------------------------------------- | -------------------------- | -------------------------- | -------------------------- | ---------------------- |
| Vòng thi                                   | Vòng thi                                   | Tập | Ca khúc                                   | Hợp tác với     | Đối thủ                                                                    | SM                         | YG                         | JYP                        | Kết quả                |
| Vòng sơ khảo                               | Vòng sơ khảo                               | 2   | MmmBop - Hanson                           | -               | -                                                                          | Loại                       | Được chọn                  | Được chọn                  | Được chọn              |
| Vòng xếp loại                              | Vòng xếp loại                              | 5   | L-O-V-E - Nat King Cole                   | -               | Shin Jihoon, Kim Minjeong, Shin Kyeongmin, Park Soyeon, Firstwon, Son Yeum | -                          | -                          | -                          | Top 1 của Đội Tài Năng |
| Vòng loại casting                          | Vòng loại casting                          | 7   | I Want You Back - Jackson 5               | Akdong Musician | -                                                                          | -                          | -                          | -                          | JYP Casting            |
| Vòng 1: Dream Stage (ngày 17 & 24 tháng 2) | Vòng 1: Dream Stage (ngày 17 & 24 tháng 2) | 15  | Black or White - Michael Jackson          |                 | 2,000 Won                                                                  | Bang Yedam                 | Bang Yedam                 | Bang Yedam                 | Top 8                  |
| Vòng 2 (ngày 3 tháng 3)                    | Vòng 2 (ngày 3 tháng 3)                    | 16  | Sir Duke - Stevie Wonder                  |                 | Raccoon Boys                                                               | Bang Yedam                 | Bang Yedam                 | Bang Yedam                 | Top 6                  |
| Vòng 3 (ngày 10 tháng 3)                   | Vòng 3 (ngày 10 tháng 3)                   | 17  | I Do - Rain                               |                 | 2,000 Won                                                                  | 2,000 Won                  | Bang Yedam                 | Bang Yedam                 | Top 5                  |
| Vòng 4: Lựa chọn casting (ngày 17 tháng 3) | Vòng 4: Lựa chọn casting (ngày 17 tháng 3) | 18  | When A Man Loves A Woman - Michael Bolton |                 | -                                                                          | 93                         | 95                         | 98                         | JYP Casting            |
| Vòng 5 (ngày 24 tháng 3                    | Vòng 5 (ngày 24 tháng 3                    | 19  | 너뿐이야 - Park Jinyoung                  |                 | -                                                                          | 93                         | 85                         | 94                         | YG Casting             |
| Vòng 6: Semi-final (ngày 31 tháng 3)       | Vòng 6: Semi-final (ngày 31 tháng 3)       | 20  | Where Is The Love - Black Eyed Peas       |                 | -                                                                          | 89                         | 90                         | 92                         | Top 2                  |
| Vòng 7: Final (ngày 7 tháng 4)             | 1. Bài hát cover                           | 21  | Officially Missing You - Tamia            |                 | Akdong Musician                                                            | 96                         | 95                         | 98                         | -                      |
| Vòng 7: Final (ngày 7 tháng 4)             | 2. Bài hát ban giám khảo lựa chọn          | 21  | Karma Chameleon - Culture Club            |                 | Akdong Musician                                                            | 94                         | 93                         | 94                         | Á quân                 |

Năm 2013-2020: Trở thành thực tập sinh của YG Entertainment gần 8 năm
Yedam từng xuất hiện trên chương trình sống còn "Who Is Next: WIN"  giao lưu với Team A (WINNER) và cùng Akdong Musician và Lee Hi trong đêm chung kết của chương trình vào ngày 27 tháng 10 năm 2013, trình diễn ca khúc "Officially Missing You" để cổ vũ cho Team A (WINNER) và Team B (iKON).
Trong K-POP Star 3, Yedam cùng các thí sinh trước đó tham gia hát ca khúc chủ đề "One Dream". Tập 7 (ngày 24 tháng 2 năm 2014), Yedam đã đến sữa dâu đến cổ vũ và hướng dẫn cho Chaein (PURPLE K!SS) trong lúc luyện tập ca khúc "I want you back" cho chương trình.
Yedam cùng Jeong Sewoon, Jae (DAY6), Chaeyeon (IZ*ONE), Chaeryeon (ITZY), Chaein (PURPLE K!SS), Son Yujin (3YE), Sam Kim hát ca khúc "You're Not Alone" - Michael Jackson để giới thiệu cho chương trình KPOP Star 4 của đài SBS.
Yedam cùng Chaein (PURPLE K!SS) xuất hiện ở tập 9 của chương trình sống còn "MIX & MATCH" để gửi lời cổ vũ 9 bạn thực tập sinh trước lựa chọn debut nhóm nhạc mới iKON vào 6 tháng 11 năm 2014.
Ngày 28 tháng 11 năm 2017, trong tập 7 của show  Stray Kids, anh xuất hiện ở trận đấu giữa YG và JYP với tư cách là thực tập sinh của YG ENT
Vào ngày 5 tháng 10 năm 2018, Yedam xuất hiện với vai trò cameo trong "Văn phòng Chiến lược Tương lai của YG (YG전략자료본부)"  bị tiền bối Seungri đuổi ra khỏi phòng tập.
Ngày 16 tháng 11 năm 2018, anh xuất hiện trên chương trình sống còn "YG Treasure Box (YG 보석함)" cùng 29 thực tập sinh thi đấu để tuyển chọn cho boygroup mới sẽ debut ở YG. Vào đêm chung kết diễn ra vào ngày 18 tháng 1 năm 2019, anh được chọn trở thành thành viên thứ hai của TREASURE.
| Tập | Ca khúc                                        | Hợp tác với                                                                                                   | Đối thủ    | Ghi chú |
| --- | ---------------------------------------------- | --- | ---------- | ------- |
| 6   | Forbes - Borgore, G-Eazy                       | Jeon Woong (AB6IX), Kim Seunghun (CIX), Millennium, Lee Midam, Kim Doyoung (TREASURE), Park Jihoon (TREASURE) | Stray Kids | Cover   |
| 6   | There's Nothing Holdin' Me Back - Shawn Mendes | - | Stray Kids | Cover   |
| 7   | Why So Lonely - Wonder Girls                   | Jeon Woong (AB6IX), Kim Seunghun (CIX), Millennium, Lee Midam                                                 | Stray Kids | Cover   |

| Tập                                    | Ca khúc                                            | Hợp tác với                                  | Đối thủ                                      | Kết quả                | Ghi chú                          |
| -------------------------------------- | -------------------------------------------------- | -------------------------------------------- | -------------------------------------------- | ---------------------- | -------------------------------- |
| Giới thiệu                             | Pay My Rent - DNCE                                 | -                                            | -                                            | -                      | Cover                            |
| 01 (16 tháng 11 năm 2018)              | Betrayer                                           | -                                            | -                                            | -                      | Tự sáng tác                      |
| 01 (16 tháng 11 năm 2018)              | Bad Things - Camila Cabello                        | -                                            | -                                            | -                      | Cover                            |
| 01 (16 tháng 11 năm 2018)              | Havana - Camila Cabello                            | -                                            | -                                            | -                      | Cover                            |
| 01 (16 tháng 11 năm 2018)              | Cold Water - Justin Bieber                         | -                                            | -                                            | -                      | Cover                            |
| 01 (16 tháng 11 năm 2018)              | There’s Nothing Holdin' Me Back - Shawn Mendes     | -                                            | -                                            | -                      | Cover                            |
| 01 (16 tháng 11 năm 2018)              | Icha Gicha - Kap G + PEDDI MAX - Henrik The Artist | Treasure A                                   | -                                            | -                      | Cover                            |
| 02 (23 tháng 11 năm 2018)              | BLACKSWAN                                          | -                                            | Park Jeongwoo (박정우)                       | Hạng 4                 | Tự sáng tác                      |
| 03 (30 tháng 11 năm 2018)              | Energetic (에너제틱) - WANNA ONE (워너원)          | Treasure A                                   | -                                            | Được chọn              | Cover                            |
| 04 (7 tháng 12 năm 2018)               | Going Crazy (미쳐가네)                             | Treasure 7                                   | -                                            | -                      | Future Bounce, Big Tone sáng tác |
| 05 (14 tháng 12 năm 2018)              | Love Yourself - Justin Bieber                      | Wang Jyunhao (王君豪)                        | Wang Jyunhao (王君豪)                        | Được chọn              | Cover                            |
| 07 (28 tháng 12 năm 2018)              | Going Crazy (미쳐가네)                             | Treasure 6                                   | -                                            | -                      | Future Bounce, Big Tone sáng tác |
| 07 (28 tháng 12 năm 2018)              | Really - BLACKPINK                                 | Keita Terazono (ケイタ)                      | Kim Doyoung (김도영) & Kil Dohwan (길도환)   | Chiến thắng            | Cover                            |
| 09: Vòng bán kết (11 tháng 1 năm 2019) | Going Crazy (미쳐가네)                             | Treasure 5                                   | -                                            | -                      | Future Bounce, Big Tone sáng tác |
| 09: Vòng bán kết (11 tháng 1 năm 2019) | DNA - BTS                                          | Treasure 5                                   | Các team còn lại                             | Hạng 2 (812 phiếu bầu) | Cover                            |
| 10: Chung kết (18 tháng 1 năm 2019)    | Going Crazy (미쳐가네)                             | Treasure 13                                  | -                                            | -                      | Future Bounce, Big Tone sáng tác |
| 10: Chung kết (18 tháng 1 năm 2019)    | Going Crazy (미쳐가네)                             | 28 thực tập sinh                             | -                                            | -                      | Future Bounce, Big Tone sáng tác |
| 10: Chung kết (18 tháng 1 năm 2019)    | Last Dance - BIGBANG                               | Kim Junkyu (김준규) & Park Jeongwoo (박정우) | Kim Junkyu (김준규) & Park Jeongwoo (박정우) | Hạng 2                 | Cover                            |

### Năm 2020-2022: Trở thành thành viên chính thức củaTreasure
Yedam là thành viên thứ 2 được chọn debut với Treasure trong đêm chung kết "YG Treasure Box".
| Tập  | Ca khúc                  | Đối thủ                    | Kết quả     | Tỉ số |
| ---- | ------------------------ | -------------------------- | ----------- | ----- |
| 1590 | Sorrow - Cool            | Yoo Soyoung                | Chiến thắng | 16:5  |
| 1591 | My Love - Lee Seungcheol | Denise Kim (SECRET NUMBER) | Thất bại    | 9:12  |

| Năm  | Tên bài hát                                 | Chương trình                   | Tham gia cùng với | Ngày       |
| ---- | ------------------------------------------- | ------------------------------ | ----------------- | ---------- |
| 2020 | Can't Take My Eyes Off You - Joseph Vincent | Kang Hanna's "Volume Up" Radio | Jihoon, Jeongwoo  | 23 tháng 9 |

| Tập | Ca khúc           | Ngày phát hành     |
| --- | ----------------- | ------------------ |
| 527 | Make Up - Sam Kim | 5 tháng 2 năm 2021 |

Ngày 8 tháng 11, YG thông báo Mashiho và Yedam rời nhóm, Treasure tiếp tục với đội hình 10 thành viên.

## Danh sách đĩa nhạc

### Đĩa đơn
- WAYO (왜요) (5 tháng 6 năm 2020)
- Beautiful (BLACK CLOVER OST/ ブラッククローバー OST) (5 tháng 1 năm 2021)

### Single Album
- THE FIRST STEP: CHAPTER ONE (7 tháng 8 năm 2020)

|   | Tên bài hát         | Ca sĩ    | Ghi chú |
| - | ------------------- | -------- | ------- |
| 1 | BOY                 | TREASURE | -       |
| 2 | 들어와 (COME TO ME) | TREASURE |         |

- THE FIRST STEP: CHAPTER TWO (18 tháng 9 năm 2020)

|   | Tên bài hát             | Ca sĩ    | Ghi chú |
| - | ----------------------- | -------- | ------- |
| 1 | 사랑해 (I LOVE YOU)     | TREASURE | -       |
| 2 | B.L.T (BLING LIKE THIS) | TREASURE | -       |

- THE FIRST STEP: CHAPTER THREE (6 tháng 11 năm 2020)

|   | Tên bài hát     | Ca sĩ    | Ghi chú |
| - | --------------- | -------- | ------- |
| 1 | 음 (MMM)        | TREASURE | -       |
| 2 | 오렌지 (ORANGE) | TREASURE | -       |

### Full Album:
- THE FIRST STEP : TREASURE EFFECT (11 tháng 1 năm 2021)

|    | Tên bài hát                      | Ca sĩ    | Ghi chú |
| -- | -------------------------------- | -------- | ------- |
| 1  | MY TREASURE                      | TREASURE | -       |
| 2  | 나랑 있자 (BE WITH ME)           | TREASURE | -       |
| 3  | SLOWMOTION                       | TREASURE | -       |
| 4  | BOY                              | TREASURE | -       |
| 5  | 들어와 (COME TO ME)              | TREASURE | -       |
| 6  | 사랑해 (I LOVE YOU)              | TREASURE | -       |
| 7  | B.L.T (BLING LIKE THIS)          | TREASURE | -       |
| 8  | 음 (MMM)                         | TREASURE | -       |
| 9  | 오렌지 (ORANGE)                  | TREASURE | -       |
| 10 | 미쳐가네 (GOING CRAZY)           | TREASURE | -       |
| 11 | 사랑해 (I LOVE YOU) - PIANO VER. | TREASURE | -       |
| 12 | 음 (MMM) - ROCK VER.             | TREASURE | -       |

### Album Nhật:
- THE FIRST STEP : TREASURE EFFECT (31 tháng 3 năm 2021)

|    | Tên bài hát              | Ca sĩ    | Ghi chú |
| -- | ------------------------ | -------- | ------- |
| 1  | BEAUTIFUL                | TREASURE | -       |
| 2  | MY TREASURE              | TREASURE | -       |
| 3  | BE WITH ME               | TREASURE | -       |
| 4  | SLOWMOTION               | TREASURE | -       |
| 5  | BOY                      | TREASURE | -       |
| 6  | COME TO ME               | TREASURE | -       |
| 7  | I LOVE YOU               | TREASURE | -       |
| 8  | B.L.T (BLING LIKE THIS)  | TREASURE | -       |
| 9  | MMM                      | TREASURE | -       |
| 10 | オレンジ (ORANGE)        | TREASURE | -       |
| 11 | ミチョガネ (GOING CRAZY) | TREASURE | -       |
| 12 | I LOVE YOU - PIANO VER.  | TREASURE | -       |
| 13 | MMM - ROCK VER.          | TREASURE | -       |

### Tư cách khách mời:
| Năm  | Ngày       | Ca khúc                    | Ca sĩ           | Album/Chương trình | Ghi chú   |
| ---- | ---------- | -------------------------- | --------------- | ------------------ | --------- |
| 2014 | 7 tháng 4  | 지하철에서 (On The Subway) | AKMU            | PLAY               | Harmonica |
| 2016 | 1 tháng 12 | 커플 (Couple)              | Sechs Kies      | 2016 Re-Album      | Chorus    |
| 2016 | 1 tháng 12 | 세 단어 (Three Words)      | Sechs Kies      | 2016 Re-Album      | Chorus    |
| 2017 | 21 tháng 9 | 술 끊자 (Thinking Problem) | Sechs Kies      | Another Light      | Chorus    |
| 2018 | -          | 나도 좋아 (I LIKE IT TOO)  | -               | MIXNINE            | Demo      |
| 2019 | -          | 미쳐가네 (GOING CRAZY)     | -               | YG Treasure Box    | Demo      |
| 2021 | 29 tháng 3 | 아이야 (IYAH)              | Kang Seung-yoon | PAGE               | Chorus    |

## Các hoạt động khác

### Danh sách phim và các chương trình truyền hình, thực tế, tạp kỹ, radio
| Năm  | Kênh                    | Tên chương trình                 | Cùng tham gia với                                     | Chú thích                      | Vai trò                                                |
| ---- | ----------------------- | -------------------------------- | ----------------------------------------------------- | ------------------------------ | ------------------------------------------------------ |
| 2012 | SBS                     | Kpop Star (mùa 2)                |                                                       | Tập 2-5-7-15-16-17-18-19-20-21 | Thí sinh                                               |
| 2013 | SBS                     | Kpop Star's Dream Stage          | 14 tháng 4                                            | Khách mời                      |                                                        |
| 2013 | SBS                     | Kpop Star (mùa 3)                | Tập 7                                                 | Khách mời                      |                                                        |
| 2013 | SBS Power FM            | Cultwo Radio                     | AKMU, Andrew Choi                                     | Khách mời                      | 26 tháng 3                                             |
| 2013 | SBS                     | Night Of TV Entertainment        | Park Ji-min, Lee Hi, AKMU, Baek A Yeon, Lee Seunghoon | Khách mời                      | 10 tháng 7                                             |
| 2013 | KBO League              | Korea Yakult 7even Baseball      | Bang Daesik                                           | Khách mời                      | 3 tháng 6 (Trận đấu giữa Samsung Lions vs Lotte Giants |
| 2013 | Mnet                    | WHO IS NEXT: WIN                 | Nghệ sĩ, thực tập sinh của YG                         | Khách mời                      | Tập 10                                                 |
| 2014 | JTBC                    | WINNER TV                        | Winner                                                | Khách mời                      | Tập 8                                                  |
| 2018 | Mnet                    | Stray Kids Show                  | Thực tập sinh của JYP, YG                             | Tập 6-7                        | Thực tập sinh của YG                                   |
| 2018 | Neflix                  | Trung tâm chiến lược YG          | Nghệ sĩ, thực tập sinh của YG                         | Tập 4                          | Diễn viên phụ                                          |
| 2018 | V Live                  | YG Treasure Box                  | Thực tập sinh của YG                                  | 10 tập                         | Thí sinh                                               |
| 2018 | JTBC                    | YG Treasure Box                  | Thực tập sinh của YG                                  | 10 tập                         | Thí sinh                                               |
| 2019 | VIINI (권현빈) Official | Kwon Hyun Bin Begins             | Hyunsuk, Junkyu, Haruto, Junghwan                     | Tập 3                          | Khách mời                                              |
| 2020 | Treasure                | Treasure Map Season 1            | Treasure                                              | 28 tập                         | Chính mình                                             |
| 2020 | Treasure                | T.M.I                            | Treasure                                              | Tập 1-17                       | Chính mình                                             |
| 2020 | Treasure                | 3 Phút cùng Treasure             | Treasure                                              | 5 tập                          | Chính mình                                             |
| 2020 | Treasure                | Fact Check                       | Treasure                                              | 2 tập                          | Chính mình                                             |
| 2020 | Treasure                | T-Talk                           | Doyoung, Mashiho                                      | 2 tập                          | Chính mình                                             |
| 2020 | OSEN                    | Star Road                        | Treasure                                              | 9 tập                          | Chính mình                                             |
| 2020 | Naver NOW.              | Ha Sungwoon's "Late Night" Radio | Treasure                                              | 14 tháng 8                     | Khách mời                                              |
| 2020 | V Live                  | LieV                             | Treasure                                              | 2 tháng 9                      | Chính mình                                             |
| 2020 | LINE Friends            | TREASURE Studio Season 1         | Treasure                                              | Tập 1-29                       | Chính mình                                             |
| 2020 | KBS Cool FM             | Kang Hanna's "Volume Up" Radio   | Treasure                                              | 23 tháng 9                     | Khách mời                                              |
| 2020 | MBC                     | Idol Radio                       | Treasure                                              | 24 tháng 9                     | Khách mời                                              |
| 2020 | Tokopedia               | Tokopedia WIB                    | Treasure                                              | 25 tháng 9                     | Khách mời                                              |
| 2020 | Naver NOW.              | Party B                          | Treasure                                              | 28 tháng 9                     | Khách mời                                              |
| 2020 | MBC FM4U                | Kim Shinyoung's Radio            | Hyunsuk, Jihoon, Junkyu, Asahi, Jeongwoo              | 28 tháng 9                     | Khách mời                                              |
| 2020 | V Live                  | Our Night                        | Treasure                                              | 5 tháng 10                     | Chính mình                                             |
| 2020 | ARIRANG K-POP           | Pops in Seoul: "My Idol Diaries" | Treasure                                              | 1 tập                          | Khách mời                                              |
| 2020 | MBC Every1              | Weekly Idol                      | Treasure                                              | Tập 479                        | Khách mời                                              |
| 2020 | MBC                     | King of Mask Singer              | Jihoon                                                | Tập 275-276                    | Khách mời                                              |
| 2020 | JTBC                    | Hidden Singer 6                  | Junkyu, Jeongwoo                                      | Tập 14                         | Khách mời                                              |
| 2020 | MBC                     | King of Mask Singer              | -                                                     | Tập 1590-1591                  | Thí sinh                                               |
| 2020 | STATV                   | Idol League                      | Treasure                                              | Tập 8                          | Khách mời                                              |
| 2021 | KBS Cool FM             | Day6's Kiss The Radio            | Treasure                                              | 20 tháng 1                     | Khách mời                                              |
| 2021 | Treasure                | Treasure Map Season 2            | Treasure                                              | Tập 30-58                      | Chính mình                                             |
| 2021 | KBS2                    | Yoo Hee-yeol's Sketchbook        | Treasure                                              | 21 tháng 1                     | Khách mời                                              |
| 2021 | SBS                     | Lee Joon's Young Street Radio    | Jihoon, Mashiho                                       | 24 tháng 1                     | Khách mời                                              |
| 2021 | LINE Friends            | TREASURE Studio Season 2         | Treasure                                              |                                | Chính mình                                             |

## Người mẫu tạp chí
| Năm  | Tên tạp chí     | Cùng tham gia với | Số phát hành |
| ---- | --------------- | ----------------- | ------------ |
| 2020 | Billboard Korea | TREASURE          | 5            |

## Người mẫu quảng cáo (CF)
| Năm  | Thương hiệu    | Sản phẩm | Cộng sự  | Vai trò            |
| ---- | -------------- | -------- | -------- | ------------------ |
| 2021 | Ma:nyo Factory | -        | TREASURE | Đại sứ thương hiệu |
| 2021 | Ruangguru      | -        | TREASURE | Đại sứ thương hiệu |
| 2021 | I'MMUNE        | -        | TREASURE | Người mẫu đại diện |

## Concert và Tour/Fanmeeting

### Các concert nhóm
| Năm  | Tên                     | Ngày       | Thành phố | Quốc gia | Địa điểm                   |
| ---- | ----------------------- | ---------- | --------- | -------- | -------------------------- |
| 2021 | Private Stage [TEU-DAY] | 2 tháng 10 | Seoul     | Hàn Quốc | Olympic Hall, Olympic Park |

### Các concert khác
| Năm  | Tên                                            | Ngày        | Thành phố | Quốc gia | Địa điểm |
| ---- | ---------------------------------------------- | ----------- | --------- | -------- | -------- |
| 2020 | SBS Super Concert ON:TACT                      | 18 tháng 10 | Seoul     | Hàn Quốc | -        |
| 2020 | Music Core Special - JUMF 2020 (페스티벌 특집) | 21 tháng 11 | Seoul     | Hàn Quốc | -        |
| 2020 | SBS Gayo Daejeon                               | 25 tháng 12 | Daegu     | Hàn Quốc | -        |

## Giải thưởng của anh và Treasure
| Năm  | Đài truyền hình            | Tên chương trình               | Giải thưởng                           | Ghi chú             |
| ---- | -------------------------- | ------------------------------ | ------------------------------------- | ------------------- |
| 2013 | SBS                        | KPOP STAR 2                    | Á quân                                |                     |
| 2020 | Money Today, StarNews, MTN | AAA (Asia Artist Awards)       | Tân binh của năm (Rookie of the Year) | Đoạt giải           |
| 2020 | Mnet                       | MAMA (Mnet Asian Music Awards) | Tân binh của năm (Rookie of the Year) | Đoạt giải           |
| 2020 | MTV                        | Europe Music Award (EMAs)      | Tân binh của năm (Rookie of the Year) | Đoạt giải           |
| 2020 | KBS World                  | KBS World Radio Survey         | Tân binh của năm (Rookie of the Year) | Đoạt giải           |
| 2020 | K4US                       | PAK                            | Tân binh của năm (Rookie of the Year) | Đoạt giải           |
| 2020 | MBC                        | K-Champ Awards                 | Tân binh của năm (Rookie of the Year) | Đoạt giải           |
| 2020 |                            | Korea First Brand Awards       | Tân binh của năm (Rookie of the Year) | Đoạt giải           |
| 2020 | SBS                        | Gayo Daejeon                   | Tân binh của năm (Rookie of the Year) | Đoạt giải           |
| 2020 | Gaon                       | Gaon Chart Music Awards        | Tân binh của năm (Kỹ thuật số)        | Đề cử Ca khúc: WAYO |
| 2020 | olleh tv                   | APAN MUSIC AWARDS              | Tân binh của năm (Rookie of the Year) | Đoạt giải           |
| 2021 | JTBC                       | Golden Disc Awards             | Tân binh của năm (Rookie of the Year) | Đoạt giải           |
| 2021 | Sports Seoul               | Seoul Music Awards             | Tân binh của năm (Rookie of the Year) | Đoạt giải           |
| 2021 | Category                   | Brand Of The Year              | Tân binh của năm (Rookie of the Year) | Đoạt giải           |
| 2021 |                            | Consumer Choice Awards         | Tân binh của năm (Rookie of the Year) | Đoạt giải           |
| 2021 | 한국소비자포럼             | Brand Of The Year              | Tân binh của năm (Rookie of the Year) | Đoạt giải           |